# أفراموفو (بلاغويفغراد)
أفراموفو (بالبلغارية: Аврамово)‏ هي مدينة في بلدية ياكورودا مقاطعة بلاغويفغراد في جنوب غرب بلغاريا. يبلغ عدد سكانها حوالي 655 نسمة.